# Салацкая, Ева
Е́ва Сала́цкая (пол. Ewa Sałacka; 3 мая 1957, Варшава, Польша — 23 июля 2006, там же) — польская актриса.

## Биография
Ева Салацкая родилась 3 мая 1957 года в Варшаве (Польша).
Ева снималась в кино, начиная с 1979 года; играла в различных театрах — с 1981 года.
Первый брак Евы с режиссёром Кшиштофом Краузе (род.1953) длился с 1979 по 1983 год, до момента развода. За вторым супругом, дантистом Витольдом Кирстейном, Салацкая была замужем до момента своей смерти в июле 2006 года. Во втором браке актриса родила своего единственного ребёнка — дочь Матильду Кирстейн (род.31.07.1994).
Умерла в 49-летнем возрасте 23 июля 2006 года в Варшаве (Польша) от анафилактического шока, вызванного укусом осы. Была похоронена 1 августа этого же года на кладбище Старые Повонзки, что в Варшаве.

### Фильмография
- 1985 — Ох, Кароль — Катажина
- 1987 — Заклятие долины змей — Кристин